# Niezabitów
Niezabitów – wieś w Polsce położona w województwie lubelskim, w powiecie opolskim, w gminie Poniatowa.
Wieś szlachecka położona była w drugiej połowie XVI wieku w powiecie lubelskim województwa lubelskiego.
W latach 1954–1972 wieś należała i była siedzibą władz gromady Niezabitów. W latach 1975–1998 miejscowość administracyjnie należała do ówczesnego województwa lubelskiego.
Wieś stanowi sołectwo w gminie Poniatowa. Według Narodowego Spisu Powszechnego z roku 2011 wieś liczyła 411 mieszkańców.
Wierni Kościoła rzymskokatolickiego należą do parafii św. Wojciecha w Wąwolnicy.

## Historia
Według opracowania opublikowanego przez UM w Poniatowej:

Pierwsze pisane wzmianki o Niezabitowie pochodzą z 1409 roku. W tym czasie zapisano informacje o rycerzu Drzewoznanie z Niezabitowa. Była to wieś tworząca zaścianek szlachecki. Jeszcze z początku XV wieku pochodzą informacje o mieszkających kmieciach (Piotr i Maciej), ale już z drugiej połowy XV wieku brak takich informacji, odtąd wszyscy mieszkańcy byli stanu szlacheckiego. (…) Wśród rycerzy z Niezabitowa wymienia się w XV wieku takie postacie jak: Gniewomir, Mikołaj Zaskórka, Piotr Konopka, Mikołaj Jurek, Andrzej Osełka, Stanisław Rarożek i wielu innych.

Według Liber Beneficiorum Długosza L.B.(t.III, s.256), Niezabitów wieś w parafii Wąwolnica, miał 6 łanów kmiecych i 30 folwarków (łac: triginta praedia?). Dziesięcina szła do Wąwolnicy i miała do 20 grzywien wartości. Dziedzicami wsi byli współcześnie: Bodzanta herbu Wieniawa, Jan Głowacz herbu Nowina i Mikołaj Kurek herbu Nieczuja. W powtórnej wzmiance o tej wsi (t.II, s.569) powiada Długosz: cujus haeredes multi, nullus cmetho. Wartość dziesięciny oznacza na 18 grzywien. Byli to więc widocznie częściowi posiadacze, drobna szlachta małopolska. Akta ziemskie lubelskie wymieniają w wieku XV kilkudziesięciu posiadaczy rodem z Niezabitowa władający wsią w wyniku sukcesji, sprzedaży zastawów, a nawet konfiskat, jak to miało miejsce w roku 1497, kiedy skonfiskowane dobra Jana i Mikołaja Drapskiego z Niezabitowa nadano Pawłowi z Chotczy chorążemu lubelskiemu. W roku 1516 Niezabitów ponownie skonfiskowano za niezapłacenie taksy.
Rejestry poborowe z roku 1531–1533 wykazują, że pobór płaciła tu tylko szlachta bez kmieci.
W Niezabitowie istniał majątek rodziny Drewnowskich, w 1846 urodził się tam Ignacy Drewnowski, powstaniec styczniowy i inżynier.
Niezabitów, w dokumentach także „Niezabythow” w wieku XIX wieś i folwark w powiecie nowoaleksandryjskim, gminie Karczmiska, parafii Wąwolnica. Według noty słownika z roku 1886 są tu bogate pokłady żwiru pod warstwą ziemi rodzajnej, na przestrzeni kilkudziesięciu morgów.
W czasie drugiej wojny światowej w majątku Niezabitów miała swoją siedzibę Tajna Szkoła Podchorążych, którą dowodził Mieczysław Zieliński (przed wojną nauczyciel Szkoły Powszechnej w Nałęczowie).
Stefan Żeromski w powieści Nawracanie Judasza sportretował Kazimierza Dulębę (w postaci Piotrowickiego), administratora majątku Brzezińskich w Niezabitowie. Niezabitów w powieści przedstawiono pod nazwą Niebylanka.
Nazwa Niezabitów pochodzi prawdopodobnie od staropolskiego słowa "niezabyt", które oznaczało pamiątkę lub upominek.
W pobliżu wsi, choć formalnie na terenie wsi Zofianka był przystanek kolei wąskotorowej Niezabitów.